# 第44回アカデミー賞
第44回アカデミー賞（だい44かいアカデミーしょう）は1972年4月10日に発表・授賞式が行われた。司会はヘレン・ヘイズ、アラン・キング、サミー・デイヴィスJr.、ジャック・レモン。

## 式典
ウィリアム・フリードキン監督のアクション映画『フレンチ・コネクション』が作品賞・監督賞・主演男優賞の主要3部門を受賞。外国語映画賞には黒澤明の『どですかでん』が選出されたが、受賞はならなかった。

## 候補と受賞の一覧
太字は受賞である。また、以下での人名表記は
1. 作品の日本語公式情報およびAMPAS公式サイトの日本版とWOWOWによる授賞式放送での表記に準ずる。
2. 見当たらない場合はデータベースサイトなどを参考。
3. それでもない場合は英語表記のままとする。

| 作品賞 | 監督賞 |
| --- | --- |
| - 『フレンチ・コネクション』 – フィリップ・ダントーニ - 『時計じかけのオレンジ』 – スタンリー・キューブリック - 『屋根の上のバイオリン弾き』 – ノーマン・ジュイソン - 『ラスト・ショー』 – ステファン・J・フリードマン - 『ニコライとアレクサンドラ』 – サム・スピーゲル | - ウィリアム・フリードキン – 『フレンチ・コネクション』 - ピーター・ボグダノヴィッチ – 『ラスト・ショー』 - ノーマン・ジュイソン – 『屋根の上のバイオリン弾き』 - スタンリー・キューブリック – 『時計じかけのオレンジ』 - ジョン・シュレシンジャー – 『日曜日は別れの時』 |
| 主演男優賞 | 主演女優賞 |
| - ジーン・ハックマン – 『フレンチ・コネクション』 - ピーター・フィンチ – 『日曜日は別れの時』 - ウォルター・マッソー – 『コッチおじさん』 - ジョージ・C・スコット – 『ホスピタル』 - トポル – 『屋根の上のバイオリン弾き』 | - ジェーン・フォンダ – 『コールガール』 - ジュリー・クリスティ – 『ギャンブラー』 - グレンダ・ジャクソン – 『日曜日は別れの時』 - ヴァネッサ・レッドグレイヴ – 『クイン・メリー/愛と悲しみの生涯』 - ジャネット・サズマン – 『ニコライとアレクサンドラ』 |
| 助演男優賞 | 助演女優賞 |
| - ベン・ジョンソン – 『ラスト・ショー』 - ジェフ・ブリッジス – 『ラスト・ショー』 - レナード・フレイ – 『屋根の上のバイオリン弾き』 - リチャード・ジャッケル – 『オレゴン大森林/わが緑の大地』 - ロイ・シャイダー – 『フレンチ・コネクション』 | - クロリス・リーチマン –『ラスト・ショー』 - アン＝マーグレット – 『愛の狩人』 - エレン・バースティン – 『ラスト・ショー』 - バーバラ・ハリス – 『ケラーマン』 - マーガレット・レイトン – 『恋』 |
| 脚本賞 | 脚色賞 |
| - 『ホスピタル』 – パディ・チャイエフスキー - 『殺人捜査』 – エリオ・ペトリ、ウーゴ・ピロ - 『コールガール』 – アンディ・ルイス、デイヴ・ルイス - 『おもいでの夏』 – ハーマン・ローチャー - 『日曜日は別れの時』 – ペネロープ・ギリアット | - 『フレンチ・コネクション』 – アーネスト・タイディマン - 『時計じかけのオレンジ』 – スタンリー・キューブリック - 『暗殺の森』 – ベルナルド・ベルトルッチ - 『悲しみの青春』 – ヴィットリオ・ボニチェリ、ウーゴ・ピロ - 『ラスト・ショー』 – ピーター・ボグダノヴィッチ、ラリー・マクマートリー |
| 外国語映画賞 | 衣裳デザイン賞 |
| - 『悲しみの青春』 (イタリア) – ヴィットリオ・デ・シーカ - 『どですかでん』 (日本) – 黒澤明 - 『移民者たち』 (スウェーデン) – ヤン・トロエル - The Policeman (イスラエル) – エフライム・キション - 『チャイコフスキー』 (ソ連) – イーゴリ・タランキン | - 『ニコライとアレクサンドラ』 – イヴォンヌ・ブレイク、アントニオ・カスティーヨ - 『ベッドかざりとほうき』 – ビル・トーマス - 『ベニスに死す』 – ピエロ・トージ - 『クイン・メリー/愛と悲しみの生涯』 – マーガレット・ファース - 『ヘレンに何が起こったのか?』 – モートン・ハーク |
| 長編ドキュメンタリー映画賞 | 短編ドキュメンタリー映画賞 |
| - 『大自然の闘争/驚異の昆虫世界』 – ワロン・グリーン - Alaska Wilderness Lake – アラン・ランズバーグ - 『栄光のライダー』 – ブルース・ブラウン - Ra – Lennart Ehrenborg、トール・ヘイエルダール - The Sorrow and the Pity – マルセル・オフュルス | - Sentinels of Silence – ロバート・アムラム、マヌエル・アランド - Adventures in Perception – Han Van Gelder - Art Is... – ジュリアン・クレイニン、デウィット・セイジ - The Numbers Start with the River' – ドナルド・ライ - Somebody Wating – ウディ・オーメンズ、ハル・リニー、ディック・スナイダー |
| 短編実写映画賞 | 短編アニメ映画賞 |
| - Sentinels of Silence – ロバート・アムラム、マヌエル・アランド - Good Morning – デニー・エヴァンス、ケン・グリーンウォルド - The Rehearsal – ステファン・ヴェローナ | - The Crunch Bird – テッド・ペトック - Evolution – マイケル・ミルズ - The Selfish Giant – ピーター・サンダー、ミュレイ・ショスタク |
| 劇映画作曲賞 | 編曲・歌曲賞 |
| - 『おもいでの夏』 – ミシェル・ルグラン - 『クイン・メリー/愛と悲しみの生涯』 – ジョン・バリー - 『ニコライとアレクサンドラ』 – リチャード・ロドニー・ベネット - 『黒いジャガー』 – アイザック・ヘイズ - 『わらの犬』 – ジェリー・フィールディング | - 『屋根の上のバイオリン弾き』 – ジョン・ウィリアムズ - 『ベッドかざりとほうき』 – アーウィン・コスタル、リチャード・シャーマン、ロバート・シャーマン - 『ボーイフレンド』 – ピーター・マックスウェル・デイヴィス、ピーター・グリーンウェル - 『チャイコフスキー』 – ディミトリ・ティオムキン - 『夢のチョコレート工場』 – ウォルター・シャーフ、レスリー・ブリッカス、アンソニー・ニューリー                               |
| 歌曲賞 | 録音賞 |
| - ｢黒いジャガーのテーマ｣（『黒いジャガー』） – アイザック・ヘイズ - "The Age of Not Believing"（『ベッドかざりとほうき』） – ロバート・シャーマン、リチャード・シャーマン - "All His Children"（『オレゴン大森林/わが緑の大地』） – アラン・バーグマン、マリリン・バーグマン、ヘンリー・マンシーニ - "Bless the Beasts and Children"（『動物と子供たちの詩』） – ペリー・ボトキン・ジュニア、バリー・デ・ヴォーゾン - "Life Is What You Make It"（『コッチおじさん』） – マーヴィン・ハムリッシュ、ジョニー・マーサー | - 『屋根の上のバイオリン弾き』 – デヴィッド・ヒルドヤード、ゴードン・K・マッカラム - 『007 ダイヤモンドは永遠に』 – ゴードン・K・マッカラム、ジョン・ミッチェル、アルフレッド・J・オーヴァートン - 『フレンチ・コネクション』 – クリス・ニューマン、セオドア・ソダーバーグ - 『コッチおじさん』 – リチャード・ポートマン、ジャック・ソロモン - 『クイン・メリー/愛と悲しみの生涯』 – ジョン・アルドレッド、ボブ・ジョーンズ |
| 美術賞 | 撮影賞 |
| - 『ニコライとアレクサンドラ』 – アーネスト・アーチャー (美術)、ジョン・ボックス (美術)、ジャック・マックステッド (美術)、ギル・パロンドー (美術)、ヴァーノン・ディクソン (装置) - 『アンドロメダ…』 – ボリス・レヴェン (美術)、ウィリアム・タントク (美術)、ルディ・レヴィット (装置) - 『ベッドかざりとほうき』 – ピーター・エレンショウ (美術)、ジョン・B・マンズブリッジ (美術)、ハル・ガウスマン (装置)、エミール・クリ (装置) - 『屋根の上のバイオリン弾き』 – ロバート・ボイル (美術)、マイケル・ストリンジャー (美術)、ピーター・ラモント (装置) - 『クイン・メリー/愛と悲しみの生涯』 – テレンス・マーシュ (美術)、ロバート・カートライト (美術)、ピーター・ヒューイット (装置) | - 『屋根の上のバイオリン弾き』 – オズワルド・モリス - 『フレンチ・コネクション』 – オーウェン・ロイズマン - 『ラスト・ショー』 – ロバート・サーティース - 『ニコライとアレクサンドラ』 – フレディ・ヤング - 『おもいでの夏』 – ロバート・サーティース |
| 編集賞 | 特殊効果賞 |
| - 『フレンチ・コネクション』 – ジェラルド・B・グリーンバーグ - 『アンドロメダ…』 – スチュアート・ギルモア、ジョン・W・ホームズ - 『時計じかけのオレンジ』 – ビル・バトラー - 『コッチおじさん』 – ラルフ・E・ウィンタース - 『おもいでの夏』 – Folmar Blangsted | - 『ベッドかざりとほうき』 – ダニー・リー、ユースタス・ライセット、アラン・マレイ - 『恐竜時代』 – ジム・ダンフォース、ロジャー・ディクソン |

### アカデミー名誉賞
- チャールズ・チャップリン

### 統計
| 複数候補: - 8 候補: 『屋根の上のバイオリン弾き』、『フレンチ・コネクション』、『ラスト・ショー』 - 6 候補: 『ニコライとアレクサンドラ』 - 5 候補: 『ベッドかざりとほうき』、『クイン・メリー/愛と悲しみの生涯』 - 4 候補: 『時計じかけのオレンジ』、『コッチおじさん』、『おもいでの夏』、『日曜日は別れの時』 - 2 候補: 『アンドロメダ』、『悲しみの青春』、『ホスピタル』、『コールガール』、Sentinels of Silence、『黒いジャガー』、『オレゴン大森林/わが緑の大地』、『チャイコフスキー』 | 複数受賞. - 5 受賞: 『フレンチ・コネクション』 - 3 受賞: 『屋根の上のバイオリン弾き』 - 2 受賞: 『ラスト・ショー』、『ニコライとアレクサンドラ』、Sentinels of Silence |

### プレゼンター
| プレゼンター                 | 賞                                                    |
| ---------------------------- | ----------------------------------------------------- |
| アン＝マーグレット           | 撮影賞                                                |
| ジョン・ギャヴィン           | 撮影賞                                                |
| カレン・ブラック             | 視覚効果賞                                            |
| リチャード・チェンバレン     | 視覚効果賞                                            |
| ティモシー・ボトムズ         | 美術賞                                                |
| ジェニファー・オニール       | 美術賞                                                |
| レッド・バトンズ             | 編集賞                                                |
| ジル・セント・ジョン         | 編集賞                                                |
| ジェームズ・カーン           | 長編ドキュメンタリー映画賞 短編ドキュメンタリー映画賞 |
| ジョーイ・ヘザートン         | 長編ドキュメンタリー映画賞 短編ドキュメンタリー映画賞 |
| フランク・キャプラ           | 監督賞                                                |
| ナタリー・ウッド             | 監督賞                                                |
| レスリー・キャロン           | 外国語映画賞                                          |
| ジャック・ヴァレンテ         | 外国語映画賞                                          |
| サンディ・ダンカン           | 録音賞                                                |
| マイケル・ヨーク             | 録音賞                                                |
| ベティ・グレイブル           | 劇映画作曲賞 編曲・歌曲賞                             |
| Dick Haymes                  | 劇映画作曲賞 編曲・歌曲賞                             |
| ジョエル・グレイ             | 歌曲賞                                                |
| ジーン・ハックマン           | 助演女優賞                                            |
| ラクエル・ウェルチ           | 助演女優賞                                            |
| リチャード・ハリス           | 助演男優賞                                            |
| サリー・ケラーマン           | 助演男優賞                                            |
| クロリス・リーチマン         | 短編アニメ映画賞 短編実写映画賞                       |
| リチャード・ラウンドトゥリー | 短編アニメ映画賞 短編実写映画賞                       |
| ウォルター・マッソー         | 主演女優賞                                            |
| ライザ・ミネリ               | 主演男優賞                                            |
| ジョー・ネイマス             | 衣裳デザイン賞                                        |
| シビル・シェパード           | 衣裳デザイン賞                                        |
| ジャック・ニコルソン         | 作品賞                                                |
| ダニエル・タラダッシュ       | 名誉賞                                                |
| テネシー・ウィリアムズ       | 脚本賞 脚色賞                                         |

### パフォーマー
- カーペンターズ "Bless the Beasts and Children"（『動物と子供たちの詩』）
- アイザック・ヘイズ ｢黒いジャガーのテーマ｣（『黒いジャガー』）
- ジョニー・マティス "Life Is What You Make It"（『コッチおじさん』）
- チャーリー・プライド "All His Children"（『オレゴン大森林/わが緑の大地』）
- デビー・レイノルズ "The Age of Not Believing"（『ベッドかざりとほうき』）